# Atypidae

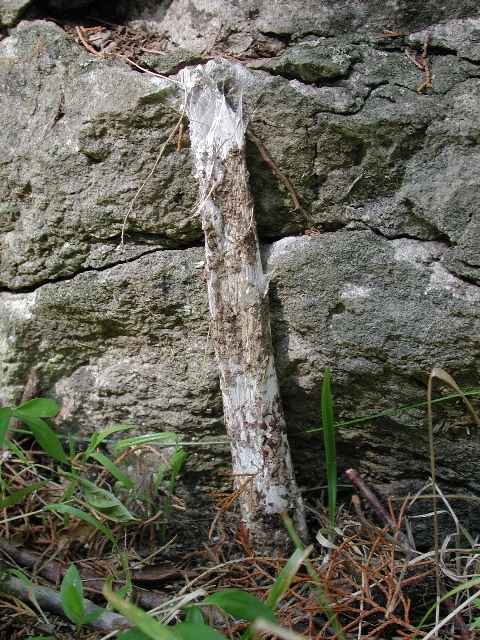
Tubo de seda de Sphodros.

Atypidae é uma família de aranhas migalomorfas conhecidas por tarántulas atípidas. A sua distribuição natural atinge a máxima biodiversidade na Eurásia estando ausentes da América do Sul, Austrália e regiões polares.

## Descrição
As espécies desta família escavam um buraco no solo, com 10 a 50 cm de profundidade, cujo interior revestem com um tubo de seda. Sobre o terreno, o tubo estende-se por cerca de 5 a 12 cm, recoberto com a areia e detritos como forma de camuflagem, o que o torna difícil de detectar. Se um insecto se aproxima do tubo, a aranha deixa o buraco subterrâneo e ataca a partir do interiordo tubo, perfurando-o com as quelíceras com as quais injeta veneno.Quando a presa fia paralisada é arrastada para o interior da toca e aí consumida.
Estas aranhas são difíceis de localizar dada a sua reclusão sob o solo e a boa camuflagem das armadilhas tubulares que constroem. O período em que é mais fácil encontrá-las é o outono, quando os machos deixam os seus buracos para encontrar fêmeas para acasalamento. Tendem a viver em colónias, pelo que quando um espécime é encontrado  é indicador de que podem existir mais na vizinhança.
O acasalamento ocorre dentro do tubo e o casal fica junto durante vários meses, mas, eventualmente, o macho morre e é comido pela fêmea. As fêmeas normalmente vivem cerca de oito anos. Os juvenis levam um ano para atingir o tamanho adulto e quatro anos para atingir a maturidade sexual.

## Géneros
A família compreende 3 géneros:
- Atypus Latreille, 1804[2] — 29 espécies, distribuídas pela Europa, Ásia e norte de África.
- Calommata Lucas, 1837[3] — 7 espécies distribuídas pela Ásia e África.
- Sphodros Walckenaer, 1835[4] — 7 espécies, distribuídas pela América do Norte.

Desta família apenas a espécie Atypus affinis ocorre na Península Ibérica, com pouco mais de 1 centímetro de comprimento.